# 王化行 (康熙武進士)
王化行（1643年—1710年），陝西西安府咸寧縣人，清朝武官。

## 生平
康熙九年（1670年）庚戌科武進士，康熙二十七年（1688年）奉旨任台灣鎮總兵，調湖廣襄陽鎮總兵。
王化行篤信佛教，今位於台灣台南的古蹟開元寺由他與福建分巡台灣廈門道王效宗共同捐俸建造而成。